# 星光少女 群星閃耀
《星光少女 群星閃耀》（プリティーリズム・オールスターセレクション）是《星光少女》動畫系列的總結。於2014年4月5日10:30起於東京電視台播出。本節目為節選星光少女三部作品的故事，伴以主角解說再播出。第4季的主要內容為漫畫作品，動漫主要為新姊妹作作為引子。
台灣於2014年11月7日在東森幼幼台播出；香港則略過本作，直接播出姊妹作星光樂園。

## 概要
新系列《群星閃耀》將結合前作《極光之夢》、三年後的《美夢成真》以及平行世界《彩虹舞台》作為故事基礎所延伸的新作品。歷代主角・艾菈、美愛、小鳴，加上本作登場的見習偶像新角色，為了讓大家的憧憬變得更加閃耀而互相傳遞有用的心得，以過去的名字繼續推進這個故事！　
本次《星光少女 群星閃耀》聘請與《彩虹舞台》同一本雜誌的漫畫作家菊田美千代老師，為本作的漫畫版執筆連載。

## 故事大綱
從「極光之夢」、「美夢成真」、「彩虹舞台」前3個系列中，選拔最優秀的星光舞者。
登場的主要人物分別是艾菈、美愛、小鳴，她們以自身的經驗傳遞重要的教訓與心得給本季新角色「菈菈」，為此能夠讓菈菈趕在夏天時以『星光樂園』偶像身份出道。
到底在嚴格的選拔下，新人偶像菈菈會吸取到多少閃耀的教訓呢？讓我們拭目以待。

## 所有角色

### 主要角色
| 名稱                       | 配音員（日本） | 配音員（台灣） | 描述 |
| 春音艾菈（，Harune Aira）  | 阿澄佳奈       | 鄭可欣         | 第一期主角之一，第一季時為14歲，第二季時則是18歲。 第1集因聽見衣服的聲音而太過興奮做出了鮮果跳躍，可是事後因為緊張，平衡感失調，沒站穩直直滑向尚，尚接住了她順勢親了她額頭。 後來每次遇到尚都會心跳，非常喜歡尚做的設計，喜歡尚。 第50集完成「極光騰躍美夢成真式」，並帶動所有人一起跳極光騰躍。分數超過了大賽最高克拉（她在星光天后盃取得分數是無法顯示的），成為「星光天后」（Prism Queen）。 |
| 上葉美愛（，Ageha Mia）    | 大久保瑠美     | 謝佼娟         | 第二期主角之一。14歲，中學二年級生。初次登場為第一作的第50集。 第1集MARs表演完的時候，宣佈向艾菈提出挑戰，眾人感到很驚訝。在表演星光跳躍卻扭到腳摔倒。首次無意識使用閃耀之瞳（明星之瞳）。 第46集與慧仁進行交響曲終章決戰，争取「感恩交響曲」的主力舞者。但因對手是慧仁而心感矛盾。 第31集與PURETTY的成員重新組合3人團體，與彩暻和沼珉組成「COSMOs」，作為團體主力。與艾菈進行決鬥，得到勝利。 第50集完成「感恩交響曲」，得到永恆交響曲后冠，成為交響曲天后。 |
| 彩瀨鳴（，Ayase Naru）     | 加藤英美里     | 傅其慧         | 第三期的主角，14歲，初中二年級 第1集參加了「Prism Stone」店長甄選，因感受到聲音的「顏色」，成功跳出星光演唱會（Prism Live）。與鈴音相遇。成功成為「Prism Stone」店長。 第29集跟杏和糸和凜音還有愛與莉奈參加校外教學，商店由貝兒來負責。害怕自己完全被取代，但結果與貝兒各有各自的風格無法互相取代。 第50集在失去閃耀星光的情況下表演Prism Show，地面因為缺少了星光的潤滑而無法滑冰，導致在表演其間不斷跌倒。後來得到大家鼓勵與堅信鈴音在等待之下，順利奪回七色的閃耀星光。卻因為在途中不斷跌倒以及沒有連績跳躍而只獲最低分，但不放棄的毅力被法月仁的父親稱為真正的勝出者。最後的演唱會後，抱著必定再見與不會忘記對方的心情與鈴音分別。 |
| 真中菈菈（，Manaka Laala） | 茜屋日海夏     | 蕭秀玲         | 於2014年7月播放的『星光樂園』的主角。見習偶像。有著淺紫髮的雙馬尾少女。 為了能夠在夏天以偶像出道，向各位前輩們請教心得。 |

### 協作角色
| 名稱                              | 配音員（日本） | 配音員（台灣） | 描述 | 技能 |
| 春音艾菈（，Harune Aira）         | 阿澄佳奈       | 鄭可欣         | 第一期主角之一，第一季時為14歲，第二季時則是18歲。 第1集因聽見衣服的聲音而太過興奮做出了鮮果跳躍，可是事後因為緊張，平衡感失調，沒站穩直直滑向尚，尚接住了她順勢親了她額頭。 後來每次遇到尚都會心跳，非常喜歡尚做的設計，喜歡尚。 第9集完成「極光騰躍美夢成真式」，並帶動所有人一起跳極光騰躍。分數超過了大賽最高克拉（她在星光天后盃取得分數是無法顯示的），成為「星光天后」（Prism Queen）。 | 星光跳躍 - 鮮果飛躍（Fresh Fruits Basket）『フレッシュフルーツバスケット』 見於本劇第一集。 - 極光騰躍美夢成真（Aurora Rising Dream）『オーロラライジングドリーム』 見於本劇第九集。 - 極光騰躍（Aurora Rising）『オーロラライジング』 見於本劇第九集。 |
| 天宮旋（，Amamiya Rizumu）        | 原紗友里       | 謝佼娟         | 第一期主角之一，第一季時為14歲，第二季時則是18歲。 第1集在時裝店外差點與艾菈相撞而作出旋轉的動作以免撞到艾菈，此事給正在找美音的阿純看見，認為她們有天份，後來小旋和艾菈代替缺席表演的美音，後來她們成功跳出星光跳躍。 第9集因艾菈的「極光騰躍 美夢成真」，與艾菈與美音一起跳出極光騰躍。 在艾菈成為「星光天后」（Prism Queen）後，也相繼成為「星光天后」。                                    | 星光跳躍 - 極光騰躍（Aurora Rising）『オーロラライジング』 見於本劇第九集。 |
| 高峰美音（，Takamine Mion）       | 片岡梓         | 傅其慧         | 第一期主角之一，第一季時為15歲，第二季時則是19歲，MARs裡年紀最大的 第9集美音的父母為了美音的比賽而請假，美音的父母送了「星之項鏈」Prism Stone給美音，當作是生日禮物。因艾菈的「極光騰躍 美夢成真」，與艾菈與小旋一起跳出極光騰躍。 在艾菈成為「星光天后」（Prism Queen）後，後來也相繼成為「星光天后」。                                                                                       | 星光跳躍 - 燦爛永恆大爆發 → 美麗新世界（Eternal Big Bang → Beautiful World）『エターナルビッグバン→ビューティフルワールド』 見於本劇第九集。 - 極光騰躍（Aurora Rising）『オーロラライジング』 見於本劇第九集。                                         |
| 城之內莎莉娜（，Jonouchi Serena） | 米澤圓         | 許雲雲         | 第一季時為14、15歲，第二季時則是18歲 第5集和花音一起勝了夏季天后盃，勝了艾菈和小旋。 | 星光跳躍 - 帽子戲法之星（Hat trickster）『ハットトリックスター』 見於本作第五話。 - 星光彩虹風暴（Prism Rainbow Hurricane）『プリズムレインボーハリケーン』 見於本作第五話。 - 極光騰躍（Aurora Rising）『オーロラはライジング』 見於本作第九話。       |
| 藤堂花音（，Todo Kanon）          | 明坂聰美       | 巫玉羚         | 第一季時為14、15歲，第二季時則是18歲 第5集和莎莉娜一起勝了夏季天后盃，勝了艾菈和小旋。 | 星光跳躍 - 帽子戲法之星（Hat trickster）『ハットトリックスター』 見於本作第五話。 - 星光彩虹風暴（Prism Rainbow Hurricane）『プリズムレインボーハリケーン』 見於本作第五話。 - 極光騰躍（Aurora Rising）『オーロラはライジング』 見於本作第九話。       |
| 久里須要（，Chris Kaname）        | 伊藤加奈惠     | 謝佼娟         | 第一季時為13歲，第二季時則是17歲 第9集因艾菈的關係做到極光騰躍。 | 星光跳躍 - 極光騰躍（Aurora Rising）『オーロラはライジング』 見於本作第九話。 |
| 尚（，Sho）                       | 近藤隆         | 柳超堅         | :第一季為高中1年級生16、17歳，第二季為20歲「Callings」的隊長，Prism Stone的產品設計師。第1話接住了撲向自己的艾菈（事實上是站不穩滑倒），並吻了她的額頭。 第9集艾菈參加下一任天后，因為幫艾菈加油太大聲被響跟渡笑而臉紅。 | 星光跳躍 - 極光騰躍（Aurora Rising）『オーロラはライジング』 見於本作第九話。 |
| 藤堂響（，Todo Hibiki）           | KENN           | 蘇振威         | 第一季為高中1年級生16、17歳，第二季為20歲。 | 星光跳躍 - 極光騰躍（Aurora Rising）『オーロラはライジング』 見於本作第九話。 |
| 日向渡（，Wataru）                | 岡本信彥       | 許雲雲         | 第一季為高中1年級生16、17歳，第二季為20歲。 | 星光跳躍 - 極光騰躍（Aurora Rising）『オーロラはライジング』 見於本作第九話。 |

| 名稱                                               | 配音員（日本） | 配音員（台灣） | 描述 | 星光技能 |
| 上葉美愛（，Ageha Mia）                            | 大久保瑠美     | 謝佼娟         | 第二期主角之一。14歲，中學二年級生。初次登場為第一作的第50集。 第1集MARs表演完的時候，宣佈向艾菈提出挑戰，眾人感到很驚訝。在表演星光跳躍卻扭到腳摔倒。首次無意識使用閃耀之瞳（明星之瞳）。 第31集與PURETTY的成員重新組合3人團體，與彩暻和沼珉組成「COSMOs」，作為團體主力。與艾菈進行決鬥，得到勝利。 第46集與慧仁進行交響曲終章決戰，争取「感恩交響曲」的主力舞者。但因對手是慧仁而心感矛盾。 第50集完成「感恩交響曲」，得到永恆交響曲后冠，成為交響曲天后。 | 跳躍 - 星光閃耀 明日之星（Kirameki Future Star）『きらめきフューチャースタア』 見於本劇第十集。 - 星光閃耀 明日之星 雙重革命（Kirameki Future Star Revolution Two）『きらめきフューチャースタアレボリューションに』 見於本劇第七集。 舞台劇 - 夢想之花大革命（Dream Flower Revolution）『ドリームフラワーレボリューション』 見於本劇第七集。 - 熱情交響曲（Jonetsu no Symphonia）『じょうねつシンフォニア』 見於本劇第四集。 - 美夢成真（）『ディアマイフューチャー』 見於本劇第十集。 |
| 深山玲奈（，Miyama Reina）                         | 高森奈津美     | 巫玉羚         | 第二期主角之一。14歲，中學二年級。初次登場為前作的第50集的第1季。 第1集開始對美愛向艾菈提出挑戰的關係，感到很反感。不願意和美愛组成團體，但經過相處後認識到美愛的真誠才慢慢消除了對美愛的反感，並且同意美愛的加入。 第50集完成「無上禮讚交響曲」。 | 舞台劇 - 美夢成真（）『ディアマイフューチャー』 見於本劇第十集。 |
| 志志美果鈴（，Shijimi Karin）                      | 津田美波       | 鄭可欣         | 第二期主角之一。13歳，中學一年級。初次登場為前作的第50集。 第50集完成「無上禮讚交響曲」。 | 舞台劇 - 美夢成真（）『ディアマイフューチャー』 見於本劇第十集。 |
| 大瑠璃彩海（，Ooruri Ayami）                       | 佐倉綾音       | 傅其慧         | 第二期主角之一。12歲，中學一年級。初次登場為前作的第50集。 第50集完成「無上禮讚交響曲」。 | 舞台劇 - 美夢成真（）『ディアマイフューチャー』 見於本劇第十集。 |
| 慧仁（，Hye In）                                   | 伊藤加奈惠     | 傅其慧         | 15歲，中學三年級生。初次登場為本季第一集。 第46集與美愛進行交響曲終章決戰，爭取「感恩交響曲」的主力舞者。但因對手是美愛而心感矛盾。 第50集完成「感恩交響曲」，得到永恆交響曲后冠，成為交響曲天后。 | 舞台劇 - 星空交響曲（Hoshizorano Symphonia）『ほしぞらシンフォニア』 見於本劇第四集。 - 美夢成真（）『ディアマイフューチャー』 見於本劇第十集。 |
| 時倫（，Shi Yoon）                                 | 金香里         | 許雲雲         | 16歲，高中一年級生。初次登場為本季第四集。 第50集完成「感恩交響曲」。 | 舞台劇 - 美夢成真（）『ディアマイフューチャー』 見於本劇第十集。 |
| 在恩（，Jae Eun）                                  | 米澤圓         | 蕭秀玲         | 13歲，中學二年級生 第50集完成「感恩交響曲」。 | 舞台劇 - 美夢成真（）『ディアマイフューチャー』 見於本劇第十集。 |
| 彩暻（，Chae Kyoung）                              | 明坂聰美       |                | 16歲，高中一年級生 第31集與Prizmmy☆的成員重新組合3人團體，與美愛和沼珉組成「COSMOs」，與艾菈進行決鬥，得到勝利。 第50集完成「感恩交響曲」。 | 跳躍 - 漫天飛舞的夢想花瓣（Hira hira hiraku Yume no Hana）『ヒラヒラヒラクゆめいのはな』 彩暻+沼珉 見於本劇第七集。 舞台劇 - 夢想之花大革命（Dream Flower Revolution）『ドリームフラワーレボリューション』 見於本劇第七集。 - 美夢成真（）『ディアマイフューチャー』 見於本劇第七集。 |
| 沼珉（，So Min）                                   | 三宅麻理惠     |                | 14歲，中學二年級生 第31集與Prizmmy☆的成員重新組合3人團體，與美愛和彩暻組成「COSMOs」，與艾菈進行決鬥，得到勝利。 第50集完成「感恩交響曲」。 | 跳躍 - 漫天飛舞的夢想花瓣（Hira hira hiraku Yume no Hana）『ヒラヒラヒラクゆめいのはな』 彩暻+沼珉 見於本劇第七集。 舞台劇 - 夢想之花大革命（Dream Flower Revolution）『ドリームフラワーレボリューション』 見於本劇第七集。 - 美夢成真（）『ディアマイフューチャー』 見於本劇第七集。 |
| 春音艾菈（，Harune Aira）                          | 阿澄佳奈       | 鄭可欣         | 18歲，高中三年級生。 第50集完成無尚禮讚交響曲。 | 跳躍 - MARs 浴火鳳凰（MARs Phoenix）『マーズフェニックス』 見於本作第二集。 舞台劇 - 美夢成真（）『ディアマイフューチャー』 見於本作第十集。 |
| 天宮旋／藤堂旋（，Amamiya Rizumu／Todo Rizumu）    | 原紗友里       | 謝佼娟         | 18歲，高中三年級生。因一年半前嫁给響的關係而改姓藤堂 第50集完成無尚禮讚交響曲。 | 跳躍 - MARs 浴火鳳凰（MARs Phoenix）『マーズフェニックス』 見於本作第二集。 舞台劇 - 美夢成真（）『ディアマイフューチャー』 見於本作第十集。 |
| 高峰美音（，Takamine Mion）                        | 片岡梓         | 傅其慧         | 19歲，大學一年級生，MARs裡年紀最大的。 第50集完成無尚禮讚交響曲。 | 跳躍 - MARs 浴火鳳凰（MARs Phoenix）『マーズフェニックス』 見於本作第二集。 舞台劇 - 美夢成真（）『ディアマイフューチャー』 見於本作第十集。 |
| 城之內莎莉娜（，Jonochi Serena）                   | 米澤圓         | 許雲雲         | 18歲，高中三年級生。 第50集完成感恩交響曲。 | 舞台劇 - 美夢成真（）『ディアマイフューチャー』 首見於於本劇第五十集。 |
| 藤堂花音（，Todo Kanon）                           | 明坂聰美       | 巫玉羚         | 18歲，高中三年級生。 第50集完成感恩交響曲。 | 舞台劇 - 美夢成真（）『ディアマイフューチャー』 首見於於本劇第五十集。 |
| 久里須要／天宮要（，Chris Kaname／Amamiya Kaname） | 伊藤加奈惠     | 謝佼娟         | 16歲，高中一年級生。 第50集完成感恩交響曲。 | 舞台劇 - 美夢成真（）『ディアマイフューチャー』 首見於於本劇第五十集。 |
| 尚（，Sho）                                        | 近藤隆         | 柳超堅         | 20歲，是「Prism Stone」的產品設計師。 | |
| 藤堂響（，Todo Hibiki）                            | KENN           | 蘇振威         | 20歲，是花音的哥哥，「Callings」的隊員，很受女生歡迎。看起來有點冷酷，但個性溫柔，也很會照顧冒失的小旋，似乎很會做吃的。喜歡小旋，和小旋在一年半前就已經結婚，成為小旋的丈夫、小要的姐夫、天宮龍和神崎曲的女婿。 | |
| 渡（，Wataru）                                     | 岡本信彥       | 許雲雲         | 20歲，「Callings」的隊員，很受女生歡迎。 | |
| 容和\|ヨンファ\|Yonfa}]                            | 高山南         |                | 16歲，高中一年級生。 第50集完成感恩交響曲。 | |
| 春音齊（，Harune Itsuki）                          | 熊井統子       | 巫玉羚         | 14歲，中學二年級生。 第50集完成感恩交響曲。 | |

| 名稱                            | 配音員（日本） | 描述   | 星光技能 | |
| 彩瀨鳴（，Ayase Naru）          | 加藤英美里     | 傅其慧 | 第三期的主角，14歲，初中二年級 第1集參加了「Prism Stone」店長甄選，因感受到聲音的「顏色」，成功跳出星光演唱會（Prism Live）。與凜音相遇。成功成為「Prism Stone」店長。 第29集跟杏和糸和凜音還有愛與莉奈參加校外教學，商店由貝兒負責。害怕自己完全被貝兒取代成為店長，但結果與貝兒各有各自的風格，無法互相取代。 第50集在失去閃耀星光的情況下表演Prism Show，地面因為缺少了星光的潤滑而無法滑冰，導致在表演其間不斷跌倒。後來得到大家鼓勵與堅信凜音在等待之下，順利奪回七色的閃耀星光。卻因為在途中不斷跌倒以及沒有連績跳躍而只獲最低分，但不放棄的毅力被法月皇稱為真正的勝出者。最後的演唱會後，抱著必定再見與不會忘記對方的心情與凜音分別。 | 跳躍 - 快樂開心之箭 無限大...（Happy Naru Arrow Mugen）『ハピなるアロー∞』 見於本作第十一集。 |
| 福原杏（，Fukuhara Ann）        | 芹澤優         | 巫玉羚 | 14歲，就讀初中二年級。 第12集跟若菜決鬥。受到一月的鼓勵，挑戰三連跳成功，並發動流行之羽（ポップフェザー），因在三連跳時落地失敗，加上不能以星光演唱會額外獲分，而輸掉比賽。 第13集若菜以「你的退出太顯眼，讓我掉面子」為理由，取消在第9集與杏的打賭。 第29集跟鳴和糸還有凜音參加校外教學。 | 跳躍 - 流行光點（Pop'n Splash）『ポップスプラッシュ』 見於本作第六集。 - 心動 搖擺 節奏（Swinging Heart Rhythm）『スウィンギンハートリズム』 見於本作第六集。 - 流行糖果火箭（Pop'n Candy Rocket）『ポップンキャンディロケット』 見於本作第六集。 |
| 涼野糸（，Suzuno Ito）          | 小松未可子     | 許雲雲 | 14歲，就讀初中二年級 第29集跟鳴和杏還有凜音參加校外教學。 | |
| 荊凜音（，Ibara Rinne）         | 佐倉綾音       | 鄭可欣 | 於14、15歲的樣子，是一個沒有記憶的藍髮少女。 第1集小鳴的星光演唱會中表示，聽到了「彩虹之音樂」的存在，而突然出現在小鳴面前，謎一般的少女，在小鳴表演星光演唱會（Prism Live）的期間，跳出四連跳，並在最後的跳躍發動了「明星之羽」（スターフェザー）。 第50集因七色閃耀星光再次點燃而有足夠力量脫離純音的身體，進行打開滿月通道的最後Prism Show，與小鳴分別。發動「終極彩虹之羽」（ファイナルレインボーフェザー）離開小鳴身處的人類世界重返星光世界。 | 跳躍 - 閃亮光點（Star Splash）『スタースプラッシュ』 見於本作第三集。 - 星光流星雨（Star Dust Shower）『スターダストシャワー』 見於本作第三集。 - 金色星光魔法（Golden Star Magic）『ゴールデンスターマジック』 見於本作第三集。 - 展翅飛翔 彩虹尾翼（Habataki Rainbow Tail）『はばたき レインボーテール』 見於本作第三集。 - 啟程吧 月夜彩虹天國之旅（Tabidachi No Luna Rainbow Heaven）『旅立ちのルナレインボーヘブン』 見於本作第十一集。 |
| 蓮城寺貝兒（，Renjoji Bell）    | 戶松遙         | 謝佼娟 | 14歲，就讀初中二年級 第1集參加了「Prism Stone」店長甄選，最終輸給小鳴落選。 第29集在小鳴她們去了北海道修學旅行時，當了「Prism Stone」的臨時店長，與音羽和若菜經營商店。 第50集最終勝出跨越彩虹大賽，成為星光天后。14歲，中學二年級生。初次登場為本季第一集。 | 跳躍 - 革命的玫瑰星雲（Kakumei No Rosette Nebula）『革命のロゼットネビュラ』 見於本作第八集。 |
| 小鳥遊音羽（，Takanashi Otoha） | 後藤沙緒里     | 鄭可欣 | 14歲，就讀初中二年級 第29集在小鳴她們去了北海道修學旅行時，當了「Prism Stone」的臨時店員，與貝兒和若菜經營商店，首次讓菲米妮成功進化。 | 跳躍 - 革命的玫瑰星雲（Kakumei No Rosette Nebula）『革命のロゼットネビュラ』 見於本作第八集。 |
| 森園若菜（，Morizono Wakana）   | 內田真禮       | 鄭可欣 | 14歲，就讀初中二年級。 第12集跟小杏決鬥，因為害怕失敗而沒有挑戰三連跳，以二連跳勝出。 第29集在小鳴她們去了北海道修學旅行時，當了「Prism Stone」的臨時店員，與貝兒和音羽經營商店，首次讓艾絲妮成功進化。米澤圓 | 跳躍 - 民族風光點（Ethnic Splash）『エスニックスプラッシュ』 見於本作第六集。 - 覺醒之百花華爾茲（Mezame Flower Waltz）『目覚めフラワーワルツ』 見於本作第六集。 - 革命的玫瑰星雲（Kakumei No Rosette Nebula）『革命のロゼットネビュラ』 見於本作第八集。 |
| 天羽純音（，Amou June）         | 宍戶留美       | 謝佼娟 | 18歳。是第一個跳出四連跳的天才星光舞者，大家崇拜的對象。 第50集代替凜音進行最後的演奏會，再次讓七色閃耀星光結合。在凜音脫離自己身體後，原本打算與凜音一同返回星光世界。此時，星光女神的出現詢問她是否願意捨棄星光使者的身份繼續留在人類世界生活。最後她接受了星光女神的條件，並付出以後無法演出Prism Show，同時失去永生、記憶與（星光使者的）外表的代價，以人類的身份留在人間。 | |
| 神濱幸司（，Mihama Koji）       | 柿原徹也       |        | 之前亦是一名星光舞者，但因為作曲興趣而改為負責作曲。因為太有作曲天份而被「薔薇學園」所認可，成為「薔薇學園」的學生。 在入讀「薔薇學園」後，性格變得有所抑壓。14歲，初中二年級生。 | |
| 速水廣（，Hayami Hiro）         | 前野智昭       | 蘇振威 | 10月10日出生，天秤座。「薔薇學園」的學生，快將出道的男子星光舞者，十分受到女生歡迎。 在Prism Show上，無論溜冰、跳舞和唱歌也十分出色。 | |
| 仁科一月（，Nishina Kazuki）    | 增田俊樹       | 莊汶錡 | 幸司自小認識的朋友，是小杏和若菜的前輩。「看板屋」的兒子。 小時候是黑髮，長大後因仰慕黑川冷而染成白髮。 | |

| 名稱                             | 配音員（日本）             | 配音員（台灣） | 描述 | 星光技能                                                                |
| Pretty Top                       |                            |                | |                                                                         |
| 阿世知今日子（，Asechi Kyoko）   | 早水理沙                   | 許雲雲         | 38歲。Pretty Top社長，第二季中後期決定辭職，曾為星光舞者。 | 跳躍 - 極光騰躍（Aurora Rising）『オーロラライジング』 見於本劇第九集。 |
| 瀧川純（，Takigawa Jun）         | 千葉進步                   | 宋克軍         | 28歲。Pretty Top職員 | 跳躍 - 極光騰躍（Aurora Rising）『オーロラライジング』 見於本劇第九集。 |
| 星光王牌先生（，Prism Ace）      | 千葉進步                   | 宋克軍         | 由純假扮的，有時以此身份指導Prizmmy☆，但只有美愛不知道他的真實身份。 | 跳躍 - 極光騰躍（Aurora Rising）『オーロラライジング』 見於本劇第九集。 |
| 赤井眼鏡姐（，Akaimegane）       | 伊藤加奈惠                 | 傅其慧         | Pretty Top職員。是幫忙星光舞者使用稜石的人。可以把星光設計師設計出來的時裝變為稜石。 |                                                                         |
| 企鵝老師（，Penginsensei）       | 三宅健太                   | 宋克軍         | Pretty Top職員。是吉祥物們的老師。 |                                                                         |
| 山田山尾（，Yamada Yamao）       | 三宅健太                   | 宋克軍         | Pretty Top演藝學院的中年男性管理員。四十九歲。常在企鵝老師身旁出現。本職是吉祥物。 |                                                                         |
| 高峰美音                         |                            |                | 繼阿世知今日子成為新一任Pretty Top社長。 |                                                                         |
| Dear Crown (第二期)              |                            |                | |                                                                         |
| 潤壽（，Yunsu）                  | 羽多野涉                   |                | 20歳，來自韓國「Dear Crown」的設計師。 |                                                                         |
| Dear Princess                    |                            |                | |                                                                         |
| 美實（，Mishiru）                | 青山桐子                   | 傅其慧         | Dear Princess社長。和今日子十分相似。 |                                                                         |
| 交響曲系列                       |                            |                | |                                                                         |
| 阿世知欽太郎（，Asechi Kintaro） | 千葉繁、近藤隆（少年時期） |                | 今日子的父親，阿純的繼父。無上禮讚交響曲系列的設計者。 交響財團的支配者，暗中指揮着現星光公司一切的黑暗主辦人。最後親眼目睹真正的感恩交響曲完成後才知道自己犯下的滔天大錯。                                                                   |                                                                         |
| Prism Stone                      |                            |                | |                                                                         |
| 荊千里（，Ibara Chisato）        | 神代知衣                   | 許雲雲         | 「Prism Stone」的Owner，桃子的人類身份是作為凜音的保護者。 實際上摩 摩的外表是DJ Coo以機械所做的，而摩 摩只是安坐在上面。 第1集初遇小鳴的時候，對小鳴的表演完全沒興趣。當親眼看到小鳴的隱藏能力後，馬上歡迎她成為店長。                       |                                                                         |
| 摩 摩（，MoMo）                  | 神代知衣                   | 許雲雲         | 千里的真正形態。外表是粉紅色的企鵝姿態（小杏以「摩 摩河童」作稱呼）由神祕的星光空間（Prism Room）所來到人類世界。 原本是冷的幸運夥伴。 |                                                                         |
| 黑川冷（，Kurokawa Rei）         | 森久保祥太郎               | 宋克軍         | 是「DJ Coo」的真正身份。 |                                                                         |
| DJ Coo（，DJ Coo）               | 森久保祥太郎               | 宋克軍         | 通稱「Cool先生」（クウ）。第一人稱為「Me」。 現為「Prism Stone」的經理，監督店舖的營運，以及作為Prism Show的MC，是千里的重要左右手。 能使「Prism Stone」的貨車改成「Prism Show」的舞台，為摩摩打做、修理人類（荊 千里）的外表，精通維修工作。 |                                                                         |
| Dear Crown (平行世界第三期)      |                            |                | |                                                                         |
| 神濱奈津子（，Mihama Natsuko）   | 米澤圓                     |                | 「Dear Crown」的總經理。 |                                                                         |
| 天羽純音                         | 宍戶留美                   | 謝佼娟         | 原《Dear Crown》代言人。 |                                                                         |
| 彩瀨鳴                           | 加藤英美里                 | 傅其慧         | 現為「Dear Crown」的店長。 |                                                                         |
| 嗇薇學園                         |                            |                | |                                                                         |
| 法月仁（，Norizuki Zinn）        | 三木真一郎                 | 莊汶錡         | 前「薔薇學園」的管理者，以前是一位「薔薇學園」旗下的星光舞者。 |                                                                         |
| 法月皇（，Norizuki Kou）         | 中尾隆聖                   | 宋克軍         | 「薔薇學園」財團理事長，法月仁的父親。分別開創了「華京院學園」（男校）以及「羅・素莉安娜女學園」（女校），並在各都有所屬分校，是Prism Show界重要人物。                                                                                        |                                                                         |
| 冰室聖（，Himuro Hijiri）        | 關俊彥                     | 宋克軍         | 前Prism Show協會主席，現為新一任「薔薇學園」的管理者，以前是一位「薔薇學園」旗下的星光舞者。 |                                                                         |

## 綾石（Prism Stone）/純石 (Pure Stone)
愛心形狀的獨特寶石，幫助星光舞者更衣的道具，內含飾物和服裝，有些稜石更內藏整套套裝，各自有不同的顏色與屬性，並要搭配在特定款式與色系的服裝上，才能發揮最大的效能。

### 第一期《星光少女 極光之夢》
以下是第一期《星光少女 極光之夢》在表演使用過的普通Prism Stone。
| 衣服搭配 | HAIR                                    | TOP                                                | BOTTOM                                              | SHOES                                         | ARRANGE                                         |
| -------- | --------------------------------------- | -------------------------------------------------- | --------------------------------------------------- | --------------------------------------------- | ----------------------------------------------- |
| 艾菈     | 清新偶像髮式 （フレッシュアイドルヘア） | 清新紅無肩上衣 （フレッシュピンクベアトップ）      | 清新粉紅寬裙 （フレッシュピンクパニエ）             | 清新粉紅之靴 （フレッシュピンクブーツ）       |                                                 |
| 艾菈     | 繞圈髮髻 （おだんご くるくるヘア）      | 浪漫白色蕾絲襯衣 （ロマンティック ホワイトレース） | 別緻時常 格子短裙 （シックモダン チェックスカート） | 狂野斑馬舞鞋 （ワイルドゼブラ パンプス）      | 古典珠子項鏈 （アンティーク ビーズ ネックレス） |
| 小旋     | 魔女迷你小帽 （ウィッチミニハットヘア） | 星光閃耀背心 （スターシャインベスト）              | 星光閃耀褶邊裙 （スターシャイン フリルスカート）    | 南瓜魔女舞鞋 （パンプキン ウィッチ パンプス） |                                                 |
| 小旋     | 繞圈髮髻 （おだんご くるくるヘア）      | 浪漫白色蕾絲襯衣 （ロマンティック ホワイトレース） | 別緻時常 格子短裙 （シックモダン チェックスカート） | 狂野斑馬舞鞋 （ワイルドゼブラ パンプス）      | 古典珠子項鏈 （アンティーク ビーズ ネックレス） |

### 第二期《星光少女 美夢成真》
以下是第二期《星光少女 美夢成真》
在表演使用過的普通Prism Stone。
| 衣服搭配 | HAIR | TOP                                                         | BOTTOM                                                   | SHOES                                                          | ARRANGE                                            |  |
| -------- | ---- | ----------------------------------------------------------- | -------------------------------------------------------- | -------------------------------------------------------------- | -------------------------------------------------- |  |
| 美愛     |      | 星光練習服 Prizmmy☆Red （メイツ ワンピ プリズミー☆ レッド） |                                                          | 星光運動鞋 Prizmmy☆Red （メイツスニーカー プリズミー☆ レッド） |                                                    |  |
| 美愛     |      | 草莓偶像上衣 （ストロベリー アイドルトップス）              | 草莓偶像寬裙 （ストロベリー アイドルパニエ）             | 草莓偶像之靴 （ストロベリー アイドルプーツ）                   |                                                    |  |
| 彩暻     |      | 藍莓偶像夾克 （ブルーベリー アイドルジャケット）            | 藍莓偶像迷你裙 （ブルーベリー アイドルミニスカ）         | 藍莓偶像短靴 （ブルーベリー アイドルショートブーツ）           |                                                    |  |
| 沼珉     |      |                                                             | 檸汁偶像背心 （レモネード アイドルベスト）               | 檸汁偶像南瓜褲 （レモネード アイドルかぼちゃパンツ）           | 檸汁偶像短靴 （レモネード アイドルショートプーツ） |  |
| 艾菈     |      |                                                             | MARs 閃亮絲帶上衣 （ＭＡＲｓ シャイニーリボン トップス） | MARs 閃亮粉紅寬裙 （ＭＡＲｓ シャイニー ピンクパニエ）         | MARs 閃亮長靴 （ＭＡＲｓ シャイニー ロングブーツ） |  |
| 小旋     |      |                                                             | MARs 閃亮星光上衣 （ＭＡＲｓ シャイニースター トップス） | MARs 閃亮藍色短褲 （ＭＡＲｓ シャイニーブルー ショーパン）     | MARs 閃亮長靴 （ＭＡＲｓ シャイニー ロングブーツ） |  |
| 美音     |      |                                                             | MARs 閃亮愛心上衣 （ＭＡＲｓ シャイニーハート トップス） | MARs 閃亮紫色短裙 （ＭＡＲｓ シャイニーパープル スカート）     | MARs 閃亮長靴 （ＭＡＲｓ シャイニー ロングブーツ） |  |

### 第三期《星光少女 彩虹舞台》
以下是第三期《星光少女 彩虹舞台》
在表演使用過的普通Pure Stone。
| 衣服搭配 | HAIR                                                 | TOP                                                     | BOTTOM                                              | SHOES                                                           | ARRANGE |
| -------- | ---------------------------------------------------- | ------------------------------------------------------- | --------------------------------------------------- | --------------------------------------------------------------- | ------- |
| 小杏     | 音樂迷你小帽 （ミュージック ミニハット）             | 天空旋律外套 （スカイメロディジャケット）               | 天空旋律短褲 （スカイメロディショートパン）         | 音樂巧技之靴 （ミュージック テクニカルブーツ）                  |         |
| 紅月     | 白玫瑰髮飾 （ホワイトローズ ＆フェザー コサージュ）  | 桃紅真愛洋裝 （イノセント トゥルーラブ ワンピ）         |                                                     | 蕾絲襪透明高根鞋組 （イノセントレースソックス＆クリアパンプス） |         |
| 音羽     | 超可愛蝴蝶結髮箍 （キューティリボン アレンジヘア）   | 純真黃色洋裝 （イノセント フレンドシップ ワンピ）       |                                                     | 純真綁帶靴子 （イノセント ミラクルブーツ）                      |         |
| 若菜     | 百麗玫瑰 絲帶配飾 （ベルローズ リボン アレンジヘア） | 薔薇鮮綠上衣 （ベルローズ スパークグリーン ベアトップ） | 薔薇鮮綠長褲 （ベルローズ スパークグリーン パンツ） | 黑緞帶高根鞋 （ブラックリボン パンプス）                        |         |
| 若菜     | 超可愛蝴蝶結髮箍 （キューティリボン アレンジヘア）   | 純真綠色小可愛 （イノセント ホープ フリルキャミ）       | 純真希望短褲 （イノセント ホープ ショーパン）       | 純真綁帶靴子 （イノセント ミラクルブーツ）                      |         |

## 電視動畫

### 工作人員
- 監督 - 菱田正和
- 系列構成 - 赤尾でこ
- 角色設計 - 斉藤里枝、原将治
- FLASH動畫 - 落合桃子
- 副製片人 - 番泰之（東京電視台）、鈴木祐治、大庭晋一郎、岩瀬智彦
- 製片人 - 高林庸介（東京電視台）、三浦直樹、吉田昇一
- 製作 - 東京電視台、NAS、龍之子

### 主題曲
片頭曲
「You May Dream」（第1、5話）
作詞 - 池畑伸人／作曲、編曲 - 長岡成貢／歌 - LISP（阿澄佳奈、原紗友里、片岡梓）
「Dear My Future 〜未来の自分へ〜」（第2話）
作詞 - 池畑伸人／作曲、編曲 - 長岡成貢／歌 - Prizmmy☆
「BOY MEETS GIRL」（第3、6話）
作詞、作曲 - 小室哲哉／編曲 - michitomo／歌 - Prizmmy☆
「パンピナッ！」（第4話）
作詞 - NOBE／作曲、編曲 - michitomo／歌 - Prizmmy☆
「Life is Just a Miracle 〜生きているって素晴らしい〜」（第7話）
作詞 - 池畑伸人／作曲、編曲 - 長岡成貢／歌 - Prizmmy☆（大久保瑠美、高森奈津美、津田美波、佐倉綾音）
「CRAZY GONNA CRAZY」（第8話）
作詞、作曲 - TETSUYA KOMURO／編曲 - michitomo／歌 - Prizmmy☆
「1000%キュンキュンさせてよ」（第9話）
作詞 - 池畑伸人／作曲、編曲 - 長岡成貢／歌 - Pretty Rhythm ☆ All Stars（阿澄佳奈、原紗友里、片岡梓、米澤圓、明坂聰美）
「パンピナッ！」（第10集）
作詞 - NOBE／作曲、編曲 - michitomo／歌 - Prizmmy☆（avex entertainment）
「Butterfly Effect」（第11話）
作詞 - 琴織／作曲 - michitomo／編曲 - KOJI Oba／歌 - Prizmmy☆（avex entertainment）
片尾曲
「Happy GO Lucky！〜ハピ☆ラキでゴー！〜」（Happy GO Lucky！〜Happy☆Lucky de Go！〜）（第1話）
作詞 - 池畑伸人／作曲、編曲 - 長岡成貢／歌 - SUPER☆GiRLS
「my Transform」（第2話）
作詞 - NOBE／作曲、編曲 - michitomo／歌 - Prizmmy☆
「RainBow×RainBow」（第3、6話）
作詞 - 阿久津健太郎／作曲 - KOJI oba／編曲 - michitomo／歌 - Prism☆Box
「シュワシュワBABY」（第4話）
作詞 - HASEGAWA／作曲、編曲 - HAN SANG WON、LEE JIN SUNG、MELODYN JUN YOUNG／歌 - PURETTY
「We Will Win! -ココロのバトンでポ・ポンのポ〜ン☆-」（第5話）
作詞 - 池畑伸人／作曲、編曲 - 長岡成貢／歌 - 東京女子流
「Body Rock」（第7話）
作詞 - NOBE／作曲、編曲 - michitomo／歌 - Prizmmy☆
「I Wannabee myself!! ～自分らしくいたい！～」 （第8話）
作詞 - 池畑伸人／作曲、編曲 - 長岡成貢／歌 - HAPPY RAIN♪（加藤英美里、小松未可子、芹澤優）
「Everybody's Gonna Be Happy」（第9話）
作詞 - 池畑伸人／作曲、編曲 - 長岡成貢／歌 - Prizmmy☆（日下部美愛、久保玲奈、高橋果鈴、瀨間彩海）
「シュワシュワBABY」（第10集）
作詞 - HASEGAWA／作曲、編曲 - HAN SANG WON、LEE JIN SUNG、MELODYN JUN YOUNG／歌 - PURETTY（UNIVERSAL MUSIC）
「ハッピースター☆レストラン」（第11話）
作詞 - NOBE／作曲 - michitomo／編曲 - KOJI Oba／歌 - Prism☆Box（avex entertainment）
插入曲
「1/1000永遠の美学」（第1話）
作詞 - 池畑伸人・長岡成貢／作曲・編曲 - 長岡成貢／歌 - Callings（近藤隆、KENN、岡本信彥）
「You May Dream（オーロラライジング Ver.）」（第2話）
作詞 - 池畑伸人／作曲、編曲 - 長岡成貢／歌 - LISP（阿澄佳奈、原紗友里、片岡梓）
「gift」（第3、11話）
作詞 - 三重野瞳／作曲、編曲 - 齊藤恒芳／歌 - 荊凜音（佐倉綾音）
「Reboot」（第3話）
作詞 - 三重野瞳／作曲、編曲 - 山原一浩／歌 - 神濱幸司（柿原徹也）
「Life is Just a Miracle 〜生きているって素晴らしい〜」（第4話）
作詞 - 池畑伸人／作曲、編曲 - 長岡成貢／歌 - Prizmmy☆（大久保瑠美、高森奈津美、津田美波、佐倉綾音）
「Never Let Me Down 〜がんばりやぁ!〜」（第5話）
作詞 - 池畑伸人／作曲、編曲 - 長岡成貢／歌 - 莎莉音（米澤圓、明坂聰美）
「D@nce 〜魔法のグルーヴ〜」（第5話）
作曲、編曲 - 菅原幸枝
「Blowin' in the Mind」（第6話）
作詞 - 三重野瞳／作曲、編曲 - 山原一浩／歌 - 森園若菜（內田真禮）
「Sweet time Cooking magic 〜胸ペコなんです私って〜」（第6話）
作詞 - 三重野瞳／作曲、編曲 - 山原一浩／歌 - 福原杏（芹澤優）
「cheer！yeah！×2」（第7集）
作詞 - 三重野瞳／作曲、編曲 - 山原一浩／歌 - COSMOs（大久保瑠美、明坂聰美、三宅麻理惠）
「Rosette Nebula」（第8話）
作詞 - 三重野瞳／作曲、編曲 - 山原一浩／歌 - Bell ♡ Rose（戶松遙、後藤沙緒里、內田真禮）
「Dream Goes On」（第9話）
作詞 - 池畑伸人／作曲、編曲 - 長岡成貢／歌 - 春音愛良（阿澄佳奈）
「Switch On My Heart」（第9話）
作詞 - 池畑伸人／作曲、編曲 - 長岡成貢／歌 - 高峰美音（片岡梓）
「ハート♥イロ♥トリドリ～ム」（第11話）
作詞 - 三重野瞳／作曲、編曲 - 山原一浩／歌 - 彩瀨鳴（CV：加藤英美里）

### 各集標題
| 集數   | 今週的課堂題目 | 今週的課堂題目         | 情節回顧                                              | 忠告 （日文／中文）               | 忠告者   |
| 集數   | 日文標題       | 中文標題               | 情節回顧                                              | 忠告 （日文／中文）               | 忠告者   |
| ------ | -------------- | ---------------------- | ----------------------------------------------------- | --------------------------------- | -------- |
| 第1話  |                | 明星的條件             | 極光之夢 第1話「明星誕生！」                          | Happy Lucky的心靈會開啟未來之門   | 春音艾菈 |
| 第2話  |                | 成為第一名必須要做的事 | Dear My Future 第1話「哈囉 我的未來」                 | 隨時都要積極挑戰                  | 上葉美愛 |
| 第3話  |                | 展現自我去追求夢想     | Rainbow Live 第1話「我是小鳴！我要成為店長！」        | 隨時掌握機會 展現自己的優點       | 彩瀨鳴   |
| 第4話  |                | 對手就是朋友           | Dear My Future 第46話「角逐主角！而且對手是朋友？」   | 彼此牽縮的人是競爭對手也是朋友    | 上葉美愛 |
| 第5話  |                | 要珍惜好對手           | 極光之夢 第21話「夏季天后盃風暴」                     | 後悔的淚水是邁向明天的力量        | 春音艾菈 |
| 第6話  |                | 自己心中的牆礙         | Rainbow Live 第12話「揮動勇氣的羽毛」                 | 不要害怕失敗 打破內心的障礙       | 彩瀨鳴   |
| 第7話  |                | 實現夢想的方法         | Dear My Future 第31話「Cheer！Yeah！×2 讓夢想實現！」 | 別讓真正的夢想溜走                | 上葉美愛 |
| 第8話  |                | 做自己                 | Rainbow Live 第29話「我是貝兒！我要成為店長！」       | 只要有自信就能活出自己            | 彩瀨鳴   |
| 第9話  |                | 我的夢想               | 極光之夢 第50話「新一任星光天后的誕生」               | 明星就是點出大家夢想的人          | 春音艾菈 |
| 第10話 |                | 我的第一名             | Dear My Future 第50話「未來的我是第一名！」           | 每個人都是第一名                  | 上葉美愛 |
| 第11話 |                | 我的夥伴               | Rainbow Live 第50話「燦爛的星光 就在妳身旁」          | 只要凝聚心中的星光 任何事都能成功 | 彩瀨鳴   |

## 播放電視台
| 日本 東京電視台 星期六 10:00-10:30 | 日本 東京電視台 星期六 10:00-10:30 | 日本 東京電視台 星期六 10:00-10:30 |
| ---------------------------------- | ---------------------------------- | ---------------------------------- |
|                                    | （2014年4月5日 - 2014年6月14日）   |                                    |
| 星光少女 彩虹舞台                  | 星光樂園                           |                                    |
| 日本 BS JAPAN 星期六 10:00-10:30   |                                    |                                    |
| 星光少女 彩虹舞台                  | （2014年4月5日 - 2014年6月14日）   | 星光樂園                           |

| 台灣 東森幼幼台 星期五 17:30-18:00 | 台灣 東森幼幼台 星期五 17:30-18:00 | 台灣 東森幼幼台 星期五 17:30-18:00 |
| ---------------------------------- | ---------------------------------- | ---------------------------------- |
|                                    | （2014年11月7日 - 2015年1月16日）  |                                    |
| 星光少女 彩虹舞台                  | 海綿寶寶                           |                                    |

## 外部連結
- （日語）Taraka Tomy《星光少女 全星選拔》商品官網 （页面存档备份，存于）
- （日語）Taraka Tomy《星光少女 全星選拔》遊戲官網 （页面存档备份，存于）
- （日語）東京電視台《星光少女 全星選拔》官網
- （日語）《星光少女 全星選拔》劇場版官網 （页面存档备份，存于）
- （繁體中文）《星光少女 群星閃耀》 台灣官網 （页面存档备份，存于）